# Stephen-Hawking-Schule Neckargemünd
Die Stephen-Hawking-Schule (SHS) in Neckargemünd ist eine staatlich anerkannte Privatschule für körperbehinderte und nicht behinderte Kinder und Jugendliche und ein Sonderpädagogisches Bildungs- und Beratungszentrum. Sie ist benannt nach dem britischen Astrophysiker Stephen Hawking. Die Schule gehört zur SRH Schulen GmbH.
An der Schule werden über 650 Schüler in zehn Bildungsgängen als Tages- oder Internatsschüler integrativ unterrichtet. Es existieren Bildungsgänge von der Grundschule bis zum Gymnasium mit allgemeinbildender, berufsvorbereitender, kaufmännischer und sozialpädagogischer Ausrichtung. Gegründet wurde die Schule in den 1970er Jahren. Die Schule ist UNESCO-Projektschule.
Unter 481 Bewerbern gehörte die Stephen-Hawking-Schule zu den 18 Schulen in Deutschland, die für die Vergabe des ersten Deutschen Schulpreises 2006 nominiert waren.

## Medizinisches und therapeutisches Angebot
Eine Gruppe auf dem Spezialbereich Sprachbehindertenpädagogik ausgebildeter Sonderpädagoginnen bietet Therapien in den Bereichen Sprech-, Sprach- und Kommunikationsbehinderungen in Einzel- oder Kleingruppenbehandlungen an. Ferner wird an Satzbau, Wortschatz und Artikulation gearbeitet.
Die SRH Stephen-Hawking-Schule verfügt über eine ergotherapeutische sowie physiotherapeutische Abteilung.

## Pädagogisches Angebot
Für die Schüler bis Klasse 6 gibt es betreute Gruppen, in denen die Schüler sich in den Pausen und in den Freistunden aufhalten. Ab Klasse 7 verbringen die Schüler ihre Freizeit weiterhin in der Gruppe bzw. auf dem Servicepoint. Die Schule verfügt über mehrere Internate.
Die Schule bietet ihren Schülern eine Mediothek mit über 25.000 Medien, eine Diskothek sowie eine offene Holz-, Medien- und Keramikwerkstatt.
Des Weiteren bietet sie Sportprogramme für körperbehinderte und nicht behinderte Schüler, sowie für Auszubildende und Mitarbeiter an, darunter u. a. Klettern, Fußball, Volleyball, Judo, Basketball, Badminton, Tischtennis, Karate und Bogenschießen.
Im Bundesfinale des Wettbewerbes Jugend trainiert für Paralympics belegte das Rollstuhlbasketballteam der Schule den ersten Platz.

## Besonderheiten und Profil
Das Gymnasium hat ein mathematisch-naturwissenschaftliches Profil (MINT). Die Sprachenfolge ist Englisch, Französisch/Latein.
Alle Bildungsgänge sind auf ein inklusives Profil ausgerichtet, dies wird für die meisten Bildungsgänge am Standort Neckargemünd umgesetzt, indem die Schularten auch von nicht behinderten Privatschülern besucht werden. In der Grundschule, der Förderschule und in den berufsvorbereitenden Schularten können die Schüler bzw. deren Eltern wählen, ob sie den inklusiven Unterricht in wohnortnahen Außenklassen in der Zusammenarbeit mit anderen, meist staatlichen Schulträgern bevorzugen oder ob sie die exklusive Bildungssituation am Schulzentrum suchen.
Die Schule setzt auf die verstärkte Anwendung von Computern (eigenes IT-Curriculum), was besonders Schülern mit motorischen Einschränkungen zugutekommt. Eine Beratungsstelle für Computer und Kommunikationshilfen steht allen zur Verfügung. Schüler, die aufgrund der körperlichen Behinderungen gar nicht zur Schule gehen können, haben die Möglichkeit, online per Videokonferenz oder mittels anderer E-Learning-Methoden am Unterricht teilzunehmen.